# Ombline Gonneau-Montbrun
Marie-Anne Thérèse Ombline Gonneau-Montbrun, coniugata Desbassayns, detta Madame Desbassayns (Saint-Paul, 3 luglio 1755 – Saint-Gilles les Hauts, 4 febbraio 1846), è stata una proprietaria terriera schiavista dell'Isola della Riunione.
È una delle persone più famose della storia della Riunione, in particolare dopo la morte del marito Henri Paulin Panon Desbassayns. È anche una figura controversa nel folklore della Riunione.

## Biografia
Unica figlia del ricco contadino Julien Gonneau-Montbrun, nacque Ombline Gonneau-Montbrun il 3 luglio del 1755 a Saint-Paul sull'Isola della Riunione. Sua madre Anne Thérèse Lèger de Sablons morì di parto, fu sua zia Jeanne Raux ad allevarla.
Ricca ereditiera creola, sposò nel 1770 nella chiesa di Saint-Paul, all'età di 14 anni, il ricco piantatore Henri Paulin Panon Desbassayns, nipote di Augustin Panon, e di Françoise Châstelain de Cressy. Ventitré anni più di lei, le darà undici figli tra cui Philippe, Charles e Joseph Desbassayns.
Il censimento del 1789 stima l'estensione del possedimento di famiglia a 420 ettari. L'abitazione dei Desbassayns contava allora 348 schiavi. Nel 1797, la loro proprietà alla Riunione copriva circa 750 ettari, dove lavoravano 417 schiavi, rendendola la più grande dell'isola.

## La doppia rappresentazione di madame Desbassayns
Molto controverso è il personaggio di Madame Desbassayns, è un'importante questione di memoria sull'isola della Riunione e fa parte del suo panorama letterario. Per Jean Barbier, le sue rappresentazioni “cristallizzano il disagio e le paure della società postcoloniale. Descritta come una persona generosa e ammirevole da alcuni coloni del suo tempo, è percepita dalla tradizione popolare come un personaggio malvagio e crudele con i suoi schiavi.

### La "Seconda Provvidenza"
Dal XIX secolo i suoi ospiti e gli amici politici più stretti la ricoprirono di elogi. Durante la sua vita il governatore Pierre Milius la soprannominò "la Seconda Provvidenza", espressione che troviamo anche sulla sua tomba, e che è dato ad una strada di Saint-Paul. Ciò è dovuto al ruolo che ebbe, durante l'attacco inglese a Saint-Paul nel 1809, nel salvare questa città dalla distruzione (anche se questo ruolo è stato sfumato dagli storici). Poi, nel 1817, donò la sua proprietà del Bout de l'Étang alle Suore di Saint-Joseph de Cluny per la creazione, in questa stessa città, della prima scuola femminile dell'isola (un istituto destinato esclusivamente alle bambine delle famiglie libere).
I suoi sostenitori lodano anche la cappella che fece costruire nel 1841 per evangelizzare i suoi schiavi (e prevenire così le rivolte), e soprattutto la costruzione dell'unico ospedale per schiavi dell'isola (anche se era un obbligo legale dall'ordinanza reale del 15 ottobre, 1786, per ogni abitazione con più di venti schiavi).